# Jorge López (Schauspieler)

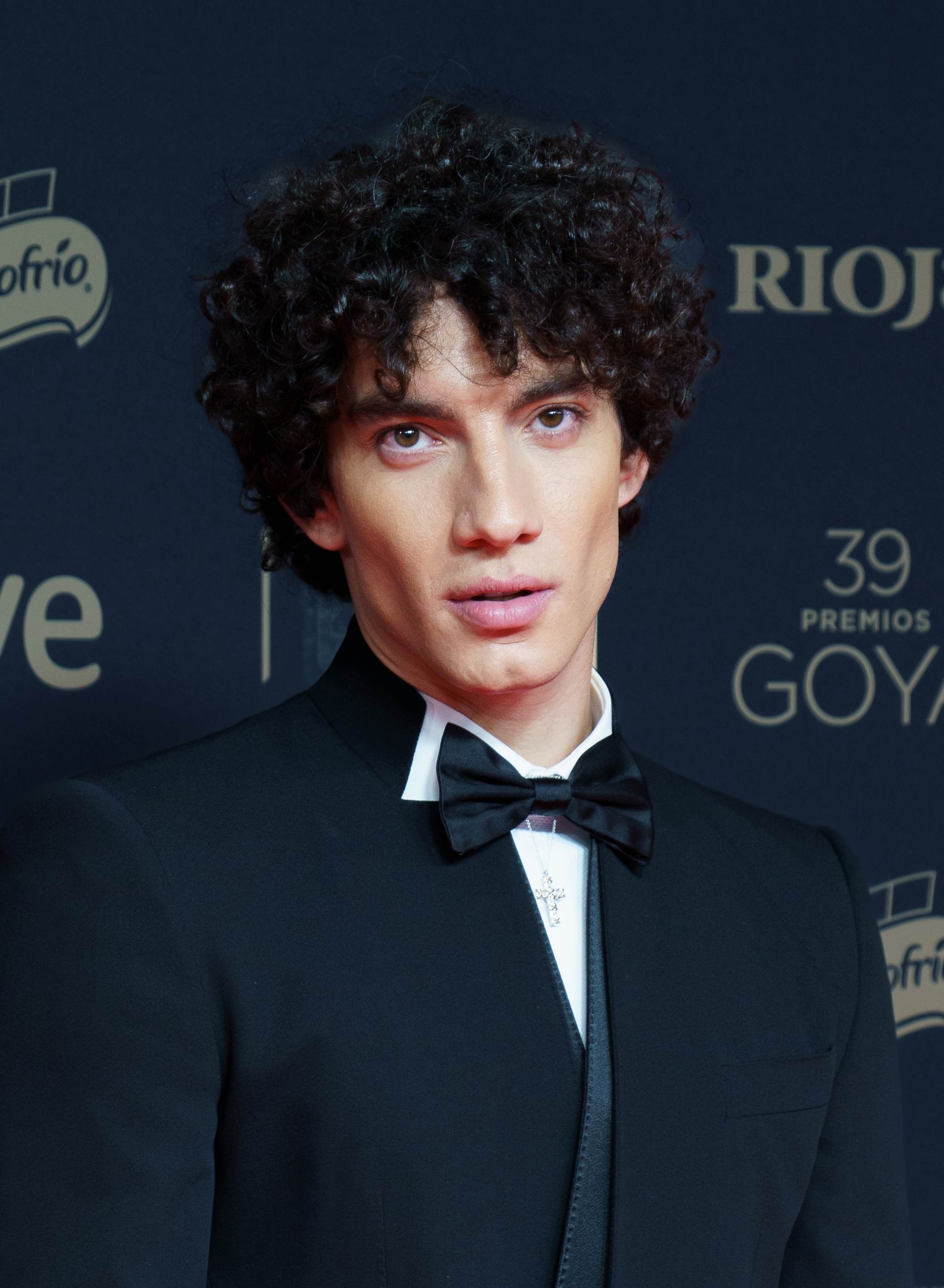
Jorge López (2025)

Jorge López (* 30. Oktober 1991 in Santiago de Chile) ist ein chilenischer Schauspieler und Sänger. International bekannt wurde López durch die Rolle des Ramiro Ponce in der Disney-Channel-Telenovela Soy Luna, die er seit März 2016 (im Disney Channel Deutschland) verkörpert.

## Karriere
2016 gab López sein Schauspieldebüt in der Disney-Channel-Telenovela Soy Luna, mit welcher er fünf Alben veröffentlichte. In den Jahren 2017 und 2018 folgten auch zwei Touren durch Lateinamerika und Europa. 2018 hatte er eine Rolle in der Webserie Wake Up, die vom spanischen Kanal Playz produziert wird. Seit 2019 verkörpert er in der zweiten Staffel der Netflix-Serie Élite die Rolle des Valerio.

## Filmografie (Auswahl)
- 2016–2018: Soy Luna (als Ramiro) (Disney Channel)
- 2018: Wake Up (als Iris) (Playz)[1]
- 2019–2020: Élite (als Valerio) (Netflix)
- 2022: Operation Marea Negra (zweite und dritte Staffel)
- 2023: Die andere Zoey (The Other Zoey)

## Touren
- 2017: Soy Luna en Concierto[2]
- 2018: Soy Luna Live[3]